# نزاعات حدودية بين بولندا وتشيكوسلوفاكيا

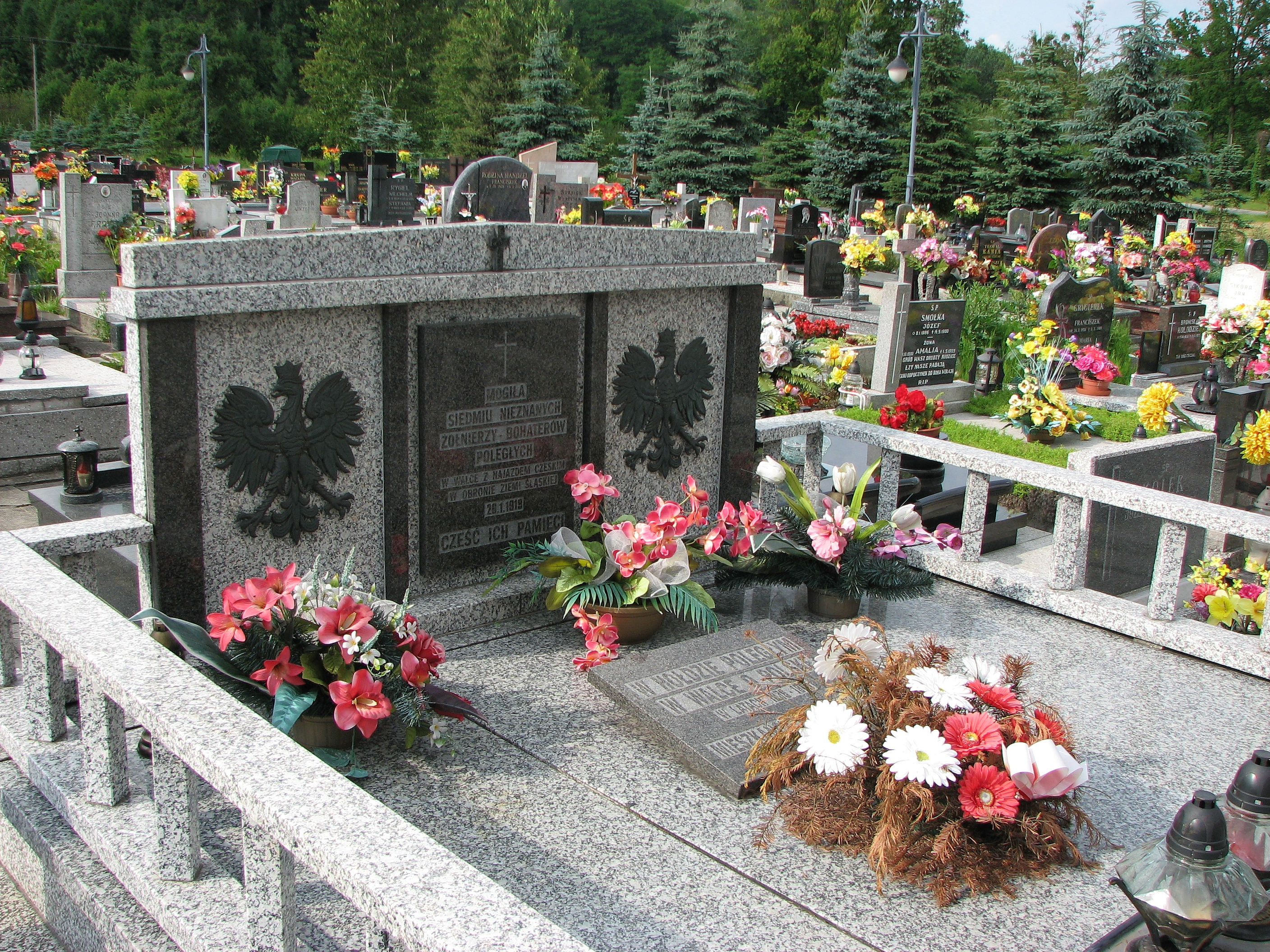

النزاعات الحدودية بين بولندا وتشيكوسلوفاكيا بدأت عام 1918 بين الجمهورية البولندية الثانية والجمهورية التشيكوسلوفاكية الأولى، وكانتا حين ذاك دولتين حديثتي التأسيس. تركّزت النزاعات في المناطق المتنازع عليها في سييسزين سيليسيا ومنطقة أورافا وسبيس. بعد الحرب العالمية الثانية، توسّع ميدان النزاع فشمل مدينتي كلودزكو وراسيبورز، وهما مدينتان كانتا تحت حكم ألمانيا حتى عام 1945. اشتدّت الصراعات عام 1919 حتى هدأت عام 1958 بعد اتفاقية بين الجمهورية الشعبية البولندية والجمهورية الاشتراكية التشيكوسلوفاكية.

## قبل الحرب العالمية الأولى
كانت سبيس وأورافا قبل الحرب العالمية الأولى منطقتين متعددتي الأعراق. كان سكان المناطق الشمالية في الجزيرتين من الغورال، وكانت لهجتهتم وعاداتهم متشابهة مع الغورال البوذاليين. وُجد الغوراليون أيضا في منطقة سادكا. في نهاية القرن التاسع عشر أصبحت السياحة في جبال تاترا وحولها شائعة بين البولنديين المتعلمين حتّى صوّر الكتاب والفنّانون الغورال البوذاليين بصورة وردية رومنسية. وبسبب الجذور البولندية العتيقة للهجات الغورالية، أصبحت دراسة هذه اللهجات موضع اهتمام بين اللغويين الباحثين في شأن تاريخ اللغة البولندية.
نتبجة لهذا، أصبح المثقفون البولنديون مع نهاية القرن التاسع عشر يرون أن المناطق التي تتكلم الغورالية في سبيس وأورافا وحول سادكا مناطق بولندية عرقيًّا مثلها مثل بوذال، بصرف النظر عن الوعي الوطني لسكّان هذه المناطق (أو غيابه). استثني من هذا المنطقة الشمالية الشرقية من أورافا، لأن فيها تدفّقًا للقساوسة البولنديين أو المتعلمين للغة البولندية إلى الأبرشيات الكاثوليكية، وكانت تُنشَر صحيفة ناطقة بالبولندية اسمها غازيتا زاكوبيانسكا من بوذال القريبة.

## العدوان التشيكوسلوفلاكي عام 1919
في يناير عام 1919، اندلعت حرب بين الجمهورية البولندية الثانية والجمهورية التشيكوسلوفاكية الأولى على منطقة سييسزن سيليسا في سيليسيا. طالبت الحكومة التشيكوسلوفاكية في براغ أن يكفّ البولنديون عن تحضيراتهم للانتخابات البرلمانية الوطنية في المنطقة التي رُسّمت بولندية باتفاقية مؤقتة لم يكن حين توقيعها حكم سيادي ينفّذ في المناطق المتنازع عليها. رفضت الحكومة البولندية مقترحات الحكومة التشيكوسلوفاكية، وهو ما دفع الأخيرة إلى إيقاف التحضيرات بالقوة. دخلت القوات التشيكوسلوفاكية المنطقة التي تحكمها هيئة بولندية مؤقتة في 23 يناير. وكان للقوات التشيكوسلوفاكية أفضلية على القوات البولندية الضعيفة؛ كانت معظم القوات البولندية عند ذلك منخرطة في القتال مع جمهورية غرب أوكرانيا الوطنية من أجل غاليسيا. أجبرت الاتفاقيات الدولية تشيكوسلوفاكيا على إيقاف تقدمها، ووقعت تشيكوسلوفاكيا وبولندا معاهدة لخطٍّ حدودي جديد في 3 فبراير 1919 في باريس.
في مؤتمر السلام في باريس (1919) طالبت بولندا بمنطقة سبيس الشمالية الغربية (تشمل المنطقة ما حول جافورينا).

## مفاوضات عشرينيات القرن العشرين
وضع خط حدوديّ نهائي في مؤتمر سبا في بلجيكا. في 28 يوليو عام 1920، أُعطي الجزء الغربي من الأراضي المتنازع عليها إلى تشيكوسلوفاكيا والجزء الشرقي لبولندا، فبقيت في منطقة زاولزي أقلّية بولندية.
وافق إدفارد بينيس أيضًا على التخلي لبولندا عن 13 قرية (أهمها نوا بيالا وجورغو ونيدزيكا 195 كيلومترًا مربّعًا، فيها 8747 نسمة) في الجزء الشمالي الغربي من سبيس و12 قرية في الجزء الشمالي الشرقي من أورافا (حول جابلونكا، 389 كيلومترًا مربّعًا، فيها 16133 نسمة)، وفي الحقيقة صارت السلطات التشيكوسلوفاكية ترى أن سكانها حصرًا سلوفاكيون، أما البولنديون فأشاروا إلى أن لهجاتهم التي يتكلمون بها تنتمي إلى اللغة البولندية. لم تقتنع الحكومة البولندية بهذا.
لم يحلّ النزاع إلا في عصبة الأمم (محكمة العدل الدولية) في 12 مارس عام 1924، إذ قُرّر أن تستعيد تشيكوسلوفاكيا منطقة جافورينا وزديار وتبع ذلك (في العام نفسه) تبادل للأراضي في أورافا -أخذت بولندا المنطقة حول نيزنا ليبنيكا وأخذت تشيكوسلوفاكيا المنطقة حول سوتشا هورا وهلادوفكا.